# G.O.D 目覚めよと呼ぶ声が聴こえ
『G.O.D 目覚めよと呼ぶ声が聴こえ』（ジー・オー・ディー めざめよとよぶこえがきこえ）は、インフィニティーおよびサードステージが開発しイマジニアより1996年12月20日に発売されたスーパーファミコン用ロールプレイングゲーム。パッケージのロゴにある「G.O.D」の文字の上には「Growth or Devolution」（「成長か退化か」の意）と表記されている。1998年2月26日には『G・O・D pure』（ジー・オー・ディー ピュア）のタイトルでPlayStation版が発売された。
制作総指揮・脚本・演出は鴻上尚史が行い、キャラクターデザインに江川達也、音楽監修にデーモン小暮を起用している。物語は日本が舞台で、ゲームシステムはオーソドックスながら鬱展開やギャグ、パロディなどが織り交ぜられた世界観が特徴となっている。

## ストーリー
プロローグ
主人公の少年は、1999年7月の夏休みに「北海道のおばあちゃん」の元へと向かう計画を立て、一人自転車に乗って旅に出る。
その道中で立ち寄ったツクバネ村で、ケンカを売られた村のガキ大将から「オバケ退治」を持ちかけられ、首尾よく山頂の洞窟内に潜んでいたオバケの正体であるコウモリを撃退する。
だが、洞窟を出た主人公の前に、謎の飛行物体が多数飛来するという驚きの光景が広がる。飛行物体は攻撃を始め、その余波で主人公は意識を失った。
序盤
次に目覚めるとそこは10年後、2009年7月であった。自身を助けたクロワゼット博士の話によると、あの日エイリアンが地球に侵略し、自分は記憶を失っていたこと、そして不思議な力があるということを話す。
10年の間にブレスという場所に所属していた主人公は、博士の指示で記憶と力の手がかりを得るためにツクバネ山へと再び向かう。そこで「手がかりらしき石」を見つけ触れるが、その間にブレスはエイリアンの襲撃を受け壊滅。クロワゼット博士も亡くなってしまう。
主人公は博士が亡くなる前に遺した「脳に眠る未知の力を解き放ち、エイリアンを倒す」ために旅立つ。
ラスト
最終的に、これまで倒してきたエイリアン達を産み出していたラスボスは、エイリアンに捕らわれて母体として利用されてきた「主人公の母親」であった。

## 用語
日記
旅立つ時に母親からもらった日記帳。データのセーブに用いられる。書いている内容は読みかえすことも出来る。
ブレス
1999年に起きた最初のエイリアンによる襲撃に際し、かつての国際連合をベースとして2003年に設立した超国家レベルの組織。ニューヨークに本部を置き、世界各地にブレスが設置されている。エイリアンの襲撃で国家というまとまりが崩壊しているため、行政もブレスが担っている。
中には設置されていないところもあるが、そこでは自衛的に武器を持ち、ブレスのように戦う者達が居る事がある。
サイコ
他のゲームで言う魔法にあたる。脳の内の30%の力、所謂超能力。
チャクラ
神の石に触れることによって段階的に覚醒する脳の70%の力。
- 気のチャクラ：物理面の状態変化を与える技を主に覚える。
- 知のチャクラ：敵の能力を調べたりエンカウントを操作する技を主に覚える。
- 癒のチャクラ：回復系の技を主に覚える。これでなければ回復できないステータス異常も存在する。
- 霊のチャクラ：サイコやMPに関わる技を主に覚える。
- 陽のチャクラ：自然を活かした技を主に覚える。ただしSFCとpureでは技の内容が違う。
- 楽のチャクラ：変わった要素がある技を主に覚える。
- 力のチャクラ：強力なダメージを与える技を主に覚える。

強さのレベルが大きく増したチャクラは二つ繋げてどちらも使える様にすることも出来る。
神の石
誰が何の目的で置いたのかも解らない謎の石。触れると何かしらの力が目覚めたり力が促進されたりする。
エイリアンも神の石がある場所に基地を築いており、時には石を用いて強大な力を発生させる事もある。
エイリアン
1999年7月に突然飛来して地球に侵略してきた。UFOや隕石を用いて世界中に大打撃を与え、更に様々なモンスターを生み出して人類を追い詰めて行く。その目的は不明。
中には人間を利用しているものや社会に潜んでいるものもいる。pureでは加えて女性を攫う行動を見せている。
コスモストーン
エイリアンやモンスターを倒すと手に入る謎の石。チャクラのレベルを上げるのに用いる。
まんじゅう
世界各地に存在する食べ物。本作のコレクターズアイテムで店で買ったり宝箱から手に入れたり何らかのイベントで手に入れたりと条件は多岐に亘る。

## 登場人物

### 主要人物
主人公
デフォルトネームは「ゲン」（SFC版で名前を付ける前にステータス画面を開くと確認できる）。
夏休みを利用して北海道の祖母の元へ向かうため自転車に乗り冒険へと駆け出すが、道中立ち寄ったツクバネ山のオバケ退治を終えた時に始まったエイリアンの襲撃の余波で全ての記憶を失っており、クロワゼット博士に助けられた。その後ブレスの一員となっていたが、そのときは成績は良くなかった模様。記憶が戻るまでの間は「われわれは、どこから来てどこへ行くのか…」と呟いていた。
剣を武器としており、ストーリー中に会得する剣技を用いて戦う。サイコは基本的なものをバランスよく習得する。
普段は喋らないが、日記に言いたいことを書き記しており、そこで解る一人称は「ボク」。またごく一部の場面では喋る。
ヒース
アメリカ合衆国ナッシュビル出身。エイリアン討伐のためにニューヨークから派遣されてきた。25歳。ネオコウベブレスのアタックチーム隊長。
イヌヤマズゥのエイリアン撃破の為アタックチームを率いて進行するが窮地に陥った時に主人公と共闘し作戦を完了させる。当初主人公について行く気は無かったが、別れの握手の際に互いのサイコの感応を知った事で考えを変えて旅についていく。
銃火器を武器に戦うアタッカーで高い攻撃力を持つがサイコの攻撃力はそこまで強くない。サイコは炎属性のもののみを習得する。
ミナ
17歳。真面目で物静か。とても控え目な女の子。7歳の時に両親を失っている。それ以後、現在も難民キャンプで救護活動に参加している。エイリアンに乗っ取られていた宗教「ファティマ教」の教祖に仕立て上げられていた女性。人の心を読む力を持つ。
ファティマ教の総本山にされていたシュリ城の最奥部で主人公達の手によりエイリアンの支配から解放されたが、目論見の片棒を担がされて多くの人達が犠牲になった事を悔い、贖罪の為主人公達の旅に同行する。
ナイフを武器にするが直接戦闘は不得手。中心となる回復系のサイコの他に氷属性のサイコを習得する。
アイ
オソレ村のイタコの孫娘。ミーハーでおしゃれや容姿に手を抜かない。勝ち気な性格。22歳。
村を襲撃したバケモノにイケニエとしてイズモ神社に攫われていたが、実際は別の女性の身代わりになって自ら捕まり、連れて行かれた先でバケモノを倒そうとしていた。救出に来た主人公達に悪態をつきながらも共闘してバケモノを倒しそのまま仲間に加入する。だが、中盤とある事情からパーティを離脱する。
拳銃を武器としており、ヒースほどではないが高めの攻撃力を持つ。習得するサイコは少ない。
バジル
スリランカ出身。僧侶の家に生まれ幼い頃から仏道にいそしんでいる。50歳。
アンコールワットを根城にするエイリアンを倒すために乗り込み、苦戦している所を助けられ以降行動を共にする。
腕にはめる手袋やグラブを武器とするが、ミナと同様直接戦闘は不得手。逆にサイコの攻撃力が強く、習得するサイコも攻撃系のものが中心。

### 過去の登場人物
主人公の母
主人公の母親で夏休みに主人公を起こして旅立つ息子を見送る。彼女に話しかけてお弁当を受け取った際に呼び名を決める事ができる。
エイリアンの襲撃後は行方不明になるが、ギボばあによると生存していることだけは分かる。
ガキ大将
ツクバネ村の子供たちをまとめるガキ大将。オバケが苦手。エイリアンの襲撃後の彼の生死は不明。
オバケコウモリ
ツクバネ山に棲みついたオバケの正体。エイリアンの襲撃の後、モンスターに改造されてバットくんと名乗り主人公達の前に立ち塞がる。
だが、まともに戦うのは最初の辺りだけでそれ以降は更なる改造や対策が尽く裏目に出てしまいギャグキャラと化す。

### 現代の登場人物
クロワゼット博士
ジオトウキョウブレス（pureではツクバネブレス）で活動している科学者。エイリアンに対抗するために「神の石」の研究を進めている。
記憶を失っていた主人公を見つけて保護し、親身に接していた。記憶が戻った主人公の脳が秘める力を目覚めさせるためにツクバネ山に送り出すが、その最中エイリアンにブレスを襲撃され致命傷を負い、自身の研究を記したノートパソコンを託し事切れる。
自身の孫（pureでは娘）のクローゼットや親類縁者もブレスで働いており、主人公達の旅の助けになる。
ダン・キチ
ミャアタウンに住む酔っぱらいのオヤジ。主人公の剣の素質を見出し、鍛え上げるために同行する。若い頃は剣術大会の世界チャンピオンであり、年食った今でもなお並みのモンスターを容易く倒すほどの剣の腕を見せる。主人公と別れた以降も手紙を介して編み出した剣技を主人公に伝授する。なお、装備を変える事が出来ず、戦闘ではオートで動く。
ミャア市長
ミャアタウンの市長。pureでは娘のミャア姫がいる。
グラバーさん
ナガサキタウンに住む（pureではタウンから離れた場所に住まいを構えている）富豪。珍しいものに目が無い。ファティマ教に疑いを持っている。
ギボばあ
オソレ村のイタコでアイの祖母。かつて神の石に触れた事があり、それにより予知能力を得ている。
ミハエル
時折現れては旅をやめるよう警告する謎の男。
レム（レムール）
オセアニア大陸にある村で崇められている猿。主人公を気に入って同行する。生身でモンスターと渡り合える戦闘能力を持つ他に回復系のサイコを使用する。ダン・キチと同じく装備を変える事が出来ず、戦闘ではオートで動く。
まんじゅう王
世界のどこかで居を構えてまんじゅうを探し求める男。持っているまんじゅうに応じて貴重なアイテムをくれる。

## 移植版
| No. | タイトル   | 発売日        | 対応機種    | 開発元           | 発売元     | メディア | 型式       | 備考 |
| --- | ---------- | ------------- | ----------- | ---------------- | ---------- | -------- | ---------- | ---- |
| 1   | G·O·D Pure | 1998年2月26日 | PlayStation | インフィニティー | イマジニア | CD-ROM   | SLPS-00944 |      |

## スタッフ
- 社長：神藏孝之
- 副社長：飯田祥一、田代成治
- エグゼクティブ・プロデューサー：ほそかわのぶひろ、ひらのきくお、小関昭彦
- 音楽プロデューサー：松本浩一、やすだはるお
- プロデューサー：岡比呂志
- イベント・プログラム：たかはしごろう、いとながしん
- サブ・プログラム：てらだいらみつひろ、おくたかひろ
- バトル・グラフィック：安部卓
- グラフィック・リーダー：こやまゆういち
- グラフィック：ほりぐちまさお、青木裕子、いしいのりお、むらのよしひろ、ふるみまさと、山口初美、林田和博、おおつちあき
- イベント・ディレクター：いとながしん
- アート・アシスタント：わたなべちほ
- シナリオ・アシスタント：ほんだゆうこ、こいけひろし
- アシスタント：松田謙二、西山武雄、はせがわともふみ
- バトル・バランス：おおにしひろき
- 音楽：松崎雄一、松前真奈美、松前公高
- サウンド・コーディネーター：T's MUSIC
- ダンス：川崎悦子
- モンスター・コンセプト：稲野義信
- シナリオ：戸田山雅司
- トータル・デザイン・ワーク：道園重成
- 企画、プロダクション：サードステージ、イマジニア
- 開発：ダイスクリエイティブ
- バトル・プログラム：小田典広
- ゲーム・デザイン：小松信夫
- アート・ディレクター、プロデューサー：斉藤明宏
- ディレクター：伝田由紀
- キャラクター&モンスター・デザイン：江川達也
- 音楽ディレクター：デーモン小暮
- 製作総指揮、シナリオ、ディレクター：鴻上尚史

## 評価
ゲーム誌『ファミ通』の「クロスレビュー」では合計27点（満40点）、『ファミリーコンピュータMagazine』の読者投票による「ゲーム通信簿」での評価は以下の通り、19.6点（満30点）となっている。
| 項目 | キャラクタ | 音楽 | お買い得度 | 操作性 | 熱中度 | オリジナリティ | 総合 |
| 得点 | 3.4        | 3.4  | 3.3        | 3.1    | 3.1    | 3.3            | 19.6 |

## 関連商品
書籍
- G・O・D 目覚めよと呼ぶ声が聴こえ、秋月しょう、角川書店

1996年4月、ISBN 978-4047131361、角川コミックス・エース
- G・O・D 目覚めよと呼ぶ声が聴こえ　完全攻略ガイドブック、NTT出版

1997年1月、ISBN 978-4871888417
- G・O・D pure 公式ガイドブック、ファミ通書籍編集部、アスキー

1998年3月、ISBN 978-4893669933